# Dion Kasije Kokcejan
 Dion Kasije Kokcejan (starogrčki: Δίων ὁ Κάσσιος, latinski Lucius Cassius Dio Cocceianus) (o. 155. – o. 235.), autor je Rimske povijesti (Ρομαικε ιστοριa) u 80 knjiga u kojoj je nakon 22 godine proučavanja opisao događaje od Enejina dolaska u Italiju do smrti cara Septimija Severa.
Prvih četrdeset knjiga obuhvaćalo je razdoblje do Cezara i Pompeja, sljedećih dvadeset do Klaudijeve smrti, a posljednjih dvadeset do smrti Septimija Severa.  Od tog je djela do nas stigao tek manji dio u sačuvanim knjigama XXXVI. – LX s manjim lakunama, te veći ostatci LXXIX. i LXXX. knjige. U sačuvanim knjigama opisano je razdoblje kraja Rimske republike i početka Rimskog Carstva. Srećom, od knjiga LXI. – LXXX. sačuvani su sažeti prikazi bizantskog redovnika Ksifilina iz XI. st., te izvatci kod Zonare (12. st.).
Dion Kasije Kokcejan je bio sin rimskog senatora Kasija Apronianusa. Rodio se u maloazijskom gradu Niceji u pokrajini Bitiniji. Bizantska tradicija smatra da je Dionova majka bila kćerka ili sestra grčkog povjesničara, oratora, i filozofa Diona Krizostoma, iako je to kasnije osporavano. Iako rimski građanin, bio je podrijetlom Grk i pisao je grčkim jezikom.
Unatoč određenim zamjerkama Dionovu stilu, ono što je od njegova djela došlo do nas predstavlja izrazito vrijedan izvor za povijest carskog doba.

## Vanjske poveznice
- Rimska historiografija carskog doba  Arhivirana inačica izvorne stranice od 7. rujna 2011. (Wayback Machine)
- Cassius Dio, Roman History (English translation on LacusCurtius)
- Djela Dion Kasije Kokcejan na Projekt Gutenbergu